# Grives

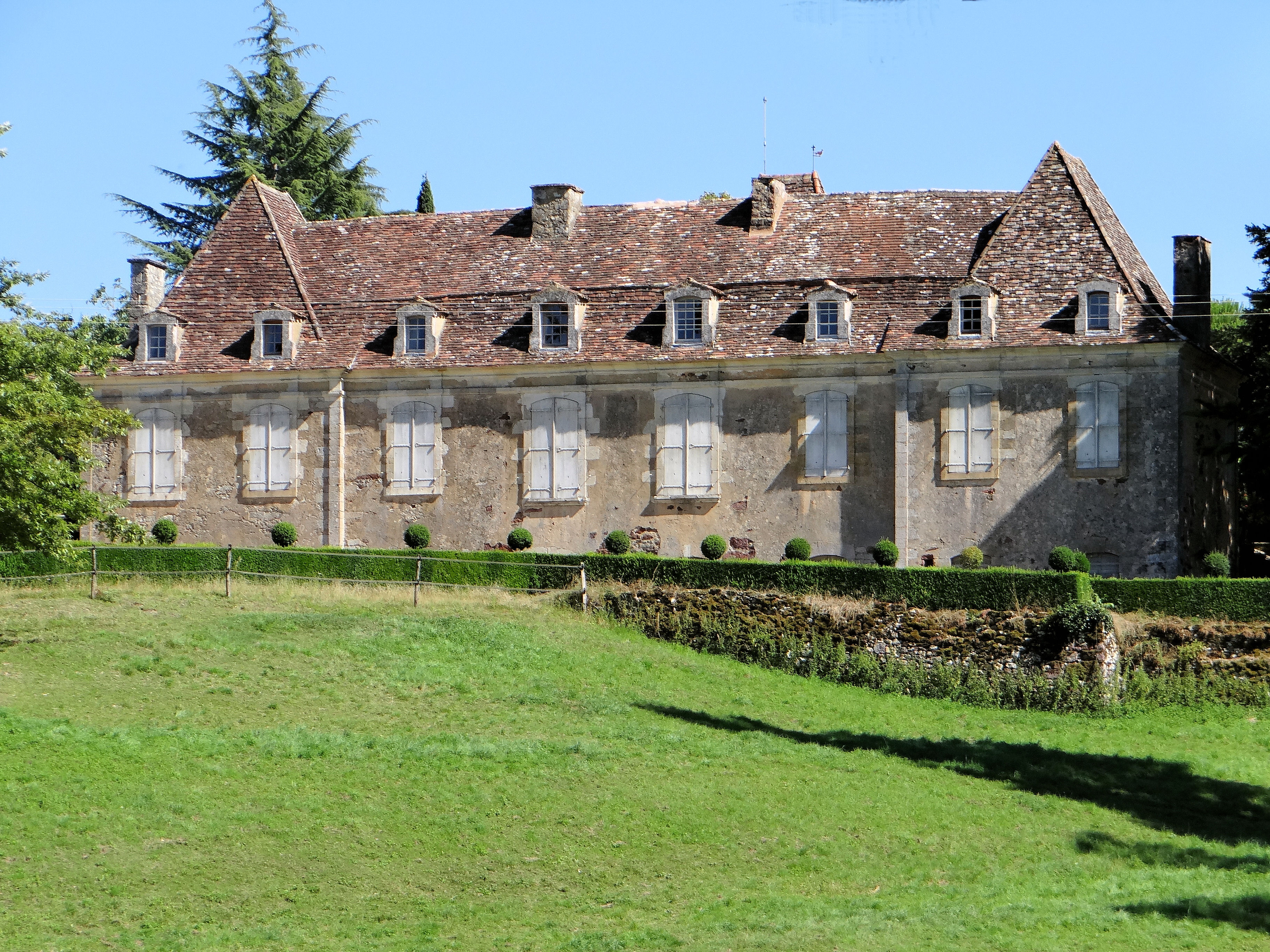
Landhuis

Grives is een gemeente in het Franse departement Dordogne (regio Nouvelle-Aquitaine) en telt 118 inwoners (2009). De plaats maakt deel uit van het arrondissement Sarlat-la-Canéda.

## Geografie
De oppervlakte van Grives bedraagt 8,1 km², de bevolkingsdichtheid is dus 14,6 inwoners per km².
De onderstaande kaart toont de ligging van Grives met de belangrijkste infrastructuur en aangrenzende gemeenten.

## Demografie
Onderstaande figuur toont het verloop van het inwonertal (bron: INSEE-tellingen).